# Jenny Shepard
Jenny Shepard az NCIS című filmsorozat szereplője, az NCIS igazgatónője, akit Lauren Holly alakít. Magyar hangja: Kubik Anna.

## Jenny Shepard
Gibbs képezte ki mint különleges ügynököt, 2000 előtt egy hosszabb bevetésen voltak partnerek Európában, mialatt viszonyt folytattak egymással. Jen igazgatóként sokszor és szívesen segít Gibbs csapatának, amiben csak tud. Bár büszke, hogy nőként eljutott az igazgatói székig, hiányzik neki a kinti munka, ezért sokszor követi figyelemmel a nyomozásokat, vagy pisztolyt fog és csatlakozik a csapathoz. Magánéletéről nem esik sok szó, kivéve európai kalandját Gibbs-szel. Jenny remekül eligazodik a bürokrácia útvesztőjében, nem veszti el a fejét, betartja a szabályokat, egyszóval ideális igazgató. Azonban neki is megvan a gyenge pontja és a titkai: egy régre visszanyúló bosszúhadjáratot folytat, aminek lassan a megszállottjává válik. Sutba dobja a szabályokat, a lojalitást, még saját embereit is veszélynek teszi ki a cél érdekében. Az ötödik évad végén magánnyomozást indít Frank segítségével, hogy ki ölte meg Decker ügynököt, és ki akarja megölni Gibbs-et és őt. A nyomozás közben 4 bérgyilkos tört rájuk, és megölték őt.